# 中村扇雀 (3代目)
三代目 中村 扇雀（さんだいめ なかむら せんじゃく、1960年〈昭和35年〉12月19日 - ）は、日本の歌舞伎役者、俳優。屋号は成駒家。定紋は寒雀の中に扇。
歌舞伎名跡「中村扇雀」の当代。

## 人物
東京都出身。四代目坂田藤十郎・扇千景夫妻の次男として出生。兄は四代目中村鴈治郎。長男は中村虎之介。
1967年（昭和42年）11月、歌舞伎座「紅梅曽我」の箱王丸で初舞台。松濤幼稚園を経て、幼稚舎から慶應義塾に通い、慶應義塾大学法学部政治学科卒業。
1995年（平成7年）、大阪中座で三代目中村扇雀襲名。父がかつて名乗った名跡を継いだ。女形。母親似であるため、女装をすると非常に似ている。同俳優祭では、逆手にとって「扇千景にそっくりの」と母似をアピールしていた。
2011年8月31日まではブルーミングエージェンシーに所属し、その後はアオイコーポレーションに所属していた。
2018年6月、父の坂田藤十郎より日本舞踊雁音流二代目家元雁音歌扇を継承した。

## 出演

### テレビドラマ
- 天と地と（1969年、NHK大河ドラマ） - 虎千代 役（上杉謙信幼少期）
- 武蔵坊弁慶 (テレビドラマ)（1986年、NHK） - 佐藤忠信役
- 長七郎江戸日記 第1シリーズ 第90話「あで姿回り舞台」（1986年3月4日、日本テレビ / ユニオン映画） - 中村藤十郎 役
- 鬼平犯科帳 第2シリーズ 第17話「春の淡雪」（1991年3月13日、フジテレビ / 松竹） - 大島勇五郎 役
- スミレ刑事の花咲く事件簿 epsode 0（2011年3月27日、フジテレビTWO） - 小林一太郎 役
- 宮部みゆき 4週連続 “極上”ミステリー 第1夜 理由 （2012年5月7日、TBS） - 秋吉克之 役

### オリジナルビデオ
- スミレ刑事の花咲く事件簿（2011年5月2日発売） - 小林一太郎 役

### バラエティ番組
- 鶴瓶のスジナシ! （2011年6月7日、CBC）

### CM
- サントリー ロコモア

## 受賞歴
- 1969年11月 国立劇場特別賞 『椿説弓張月』の為朝の子島君 役
- 1987年 関西で歌舞伎を育てる会演技賞
- 1988年、1989年 十三夜会賞奨励賞
- 1990年 第九回眞山青果賞奨励賞、同年重要無形文化財（総合認定）に認定され、伝統歌舞伎保存会会員となる[6]。
- 2017年 日本芸術院賞